# Saison 2018 de la Première ligue de soccer du Québec
 (novembre 2018).
Si vous disposez d'ouvrages ou d'articles de référence ou si vous connaissez des sites web de qualité traitant du thème abordé ici, merci de compléter l'article en donnant les références utiles à sa vérifiabilité et en les liant à la section « Notes et références ».
Navigation
PLSQ 2017 PLSQ 2019
La saison 2018 de la Première ligue de soccer du Québec est la 7e édition du championnat, créé en 2012. Le plus haut niveau du football au Québec (et le 3e niveau du football canadien), le championnat est organisé par la Fédération de soccer du Québec. 8 équipes s'oppose pendant 21 matchs entre le 29 avril 2018 et le 7 octobre 2018.
Lors de cette saison, le champion défend son titre face à sept équipes dont une qui a nouvellement rejoint le championnat.
Une place qualificative pour le Championnat canadien est attribuée par le biais du championnat. Le Championnat canadien permet d’accéder à la Ligue des champions de la CONCACAF.

## Équipes participantes
Un total de huit équipes participent au championnat, sept d'entre elles étant déjà présentes la saison précédente, auxquelles s'ajoute le CS Fabrose.
Parmi ces clubs, l'AS Blainville est le seul club à avoir participé au championnat depuis la saison inaugurale en 2012.
| Club                    | Participe depuis | Classement 2017 | Entraîneur         | Stade                      | Ville                      |
| ----------------------- | ---------------- | --------------- | ------------------ | -------------------------- | -------------------------- |
| AS Blainville           | 2012             | 1er             | Emmanuel Macagno   | Parc Blainville            | Blainville, Laurentides    |
| CS Fabrose              | 2018             | -               | Josy Madelonet     | Parc Cartier               | Laval, Laval               |
| CS Longueuil            | 2014             | 3e              | Anthony Rimasson   | Parc Laurier               | Longueuil, Montérégie      |
| CS Mont-Royal Outremont | 2013             | 4e              | Luc Brutus         | Parc du Centre des loisirs | Mont-Royal, Montréal       |
| CS Saint-Hubert         | 2017             | 6e              | François Bourgeais | Parc Rosanne-Laflamme      | Saint-Hubert, Montérégie   |
| Dynamo de Québec        | 2017             | 2e              | Edmond Foyé        | Plusieurs terrains         | Québec, Capitale-Nationale |
| FC Gatineau             | 2013             | 7e              | Sylver Castagnet   | École secondaire Mont-Bleu | Gatineau, Outaouais        |
| FC Lanaudière           | 2016             | 5e              | Andrew Olivieri    | Plusieurs terrains         | Lanaudière                 |

Légende des couleurs
- Premier tour de qualification du Championnat canadien de soccer 2018

## Compétition

### Règlement[5]
Le classement est calculé avec le barème de points suivant : un match gagné vaut trois points, un match nul vaut un point et une défaite vaut aucun point.
Le départage du classement au cas où une égalité survienne est déterminé selon 6 critères
1. le plus grand nombre de points obtenus ;
2. le plus grand nombre de points obtenues dans les matchs entre les équipes concernées ;
3. la différence de buts particulière dans les matchs entre les équipes concernées ;
4. le plus grand nombre de victoires ;
5. la meilleure différence de buts générale ;
6. le plus grand nombre de buts marqués ;

Si l'égalité persiste pour la première place, un match de barrage est organisé pour départager le gagnant. Pour les autres positions du classement, les clubs concernées seront considérés égaux.
Le club qui remporte la Première ligue est sacré champion du Québec.

### Classement[6]
| Rang | Équipe                  | Pts | J  | G  | N | P  | Bp | Bc | Diff |
| ---- | ----------------------- | --- | -- | -- | - | -- | -- | -- | ---- |
| 1    | AS Blainville T         | 51  | 21 | 16 | 3 | 2  | 42 | 14 | +28  |
| 2    | CS Mont-Royal Outremont | 45  | 21 | 14 | 3 | 4  | 33 | 15 | +18  |
| 3    | FC Gatineau             | 32  | 21 | 9  | 5 | 7  | 28 | 21 | +7   |
| 4    | CS Longueuil            | 29  | 21 | 7  | 8 | 6  | 20 | 22 | -2   |
| 5    | Dynamo de Québec        | 27  | 21 | 7  | 6 | 8  | 25 | 28 | -3   |
| 6    | CS St-Hubert            | 22  | 21 | 6  | 4 | 11 | 26 | 36 | -10  |
| 7    | CS Fabrose              | 15  | 21 | 3  | 6 | 12 | 19 | 31 | -12  |
| 8    | FC Lanaudière C         | 11  | 21 | 2  | 5 | 14 | 12 | 38 | -26  |

Qualifications
Championnat canadien de soccer 2019
- Champion : Qualifié

Abréviations
- T : Tenant du titre
- C : Vainqueur de la Coupe de la ligue 2018

## Statistiques

### Évolution du classement
Ce tableau présente la position de chaque club après chaque journée de compétition. La 22e journée est utilisée pour reprendre les matchs reportés au cours de la saison.
| Journées →           | 1 | 2 | 3 | 4 | 5 | 6 | 7 | 8 | 9 | 10 | 11 | 12 | 13 | 14 | 15 | 16 | 17 | 18 | 19 | 20 | 21 | 22 | Lead |
|                      |   |   |   |   |   |   |   |   |   |    |    |    |    |    |    |    |    |    |    |    |    |    |      |
| -------------------- | - | - | - | - | - | - | - | - | - | -- | -- | -- | -- | -- | -- | -- | -- | -- | -- | -- | -- | -- | ---- |
| Blainville           | 1 | 1 | 1 | 1 | 1 | 1 | 1 | 1 | 1 | 1  | 1  | 1  | 1  | 1  | 1  | 1  | 1  | 1  | 2  | 2  | 1  | 1  | 20   |
| Fabrose              | 2 | 8 | 4 | 4 | 6 | 6 | 7 | 7 | 7 | 7  | 6  | 7  | 7  | 7  | 7  | 7  | 7  | 7  | 7  | 7  | 7  | 7  |      |
| Longueuil            | 5 | 6 | 8 | 7 | 5 | 5 | 6 | 6 | 5 | 4  | 4  | 5  | 4  | 4  | 4  | 4  | 5  | 5  | 4  | 4  | 4  | 4  |      |
| Mont-Royal Outremont | 6 | 7 | 2 | 2 | 4 | 2 | 2 | 2 | 2 | 2  | 2  | 2  | 2  | 2  | 2  | 2  | 2  | 2  | 1  | 1  | 2  | 2  | 2    |
| Saint-Hubert         | 7 | 3 | 5 | 3 | 2 | 3 | 5 | 4 | 4 | 5  | 5  | 4  | 5  | 5  | 5  | 6  | 6  | 6  | 6  | 6  | 6  | 6  |      |
| Québec               | 8 | 5 | 7 | 8 | 8 | 7 | 4 | 5 | 6 | 6  | 7  | 6  | 6  | 6  | 6  | 5  | 4  | 4  | 5  | 5  | 5  | 5  |      |
| Gatineau             | 3 | 2 | 3 | 6 | 3 | 4 | 3 | 3 | 3 | 3  | 3  | 3  | 3  | 3  | 3  | 3  | 3  | 3  | 3  | 3  | 3  | 3  |      |
| Lanaudière           | 4 | 4 | 6 | 5 | 7 | 8 | 8 | 8 | 8 | 8  | 8  | 8  | 8  | 8  | 8  | 8  | 8  | 8  | 8  | 8  | 8  | 8  |      |

- Champion – Qualification pour le premier tour du Championnat canadien de soccer